# فلسفة باروخ سبينوزا

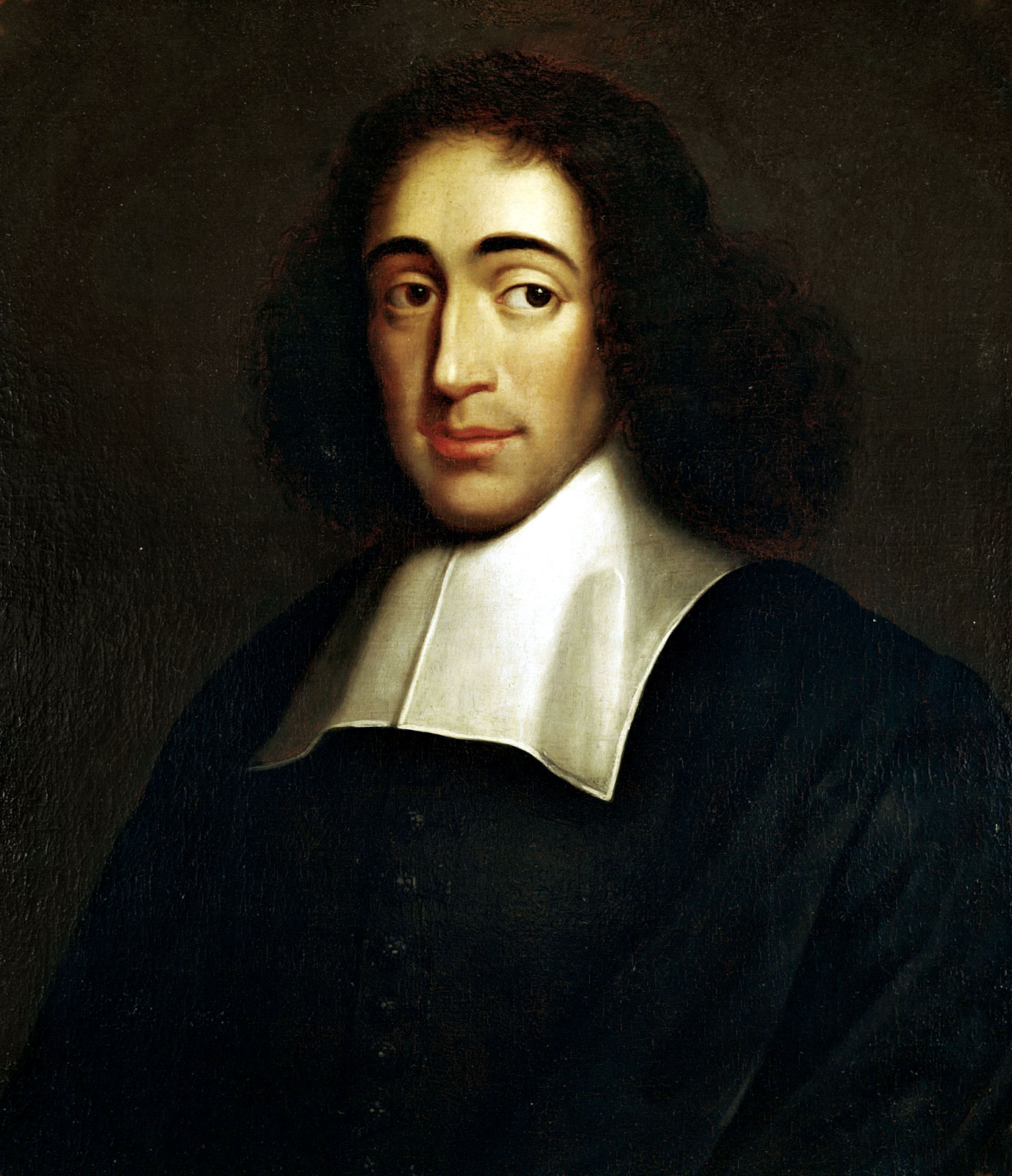
باروخ سبينوزا (1632-1677)

تضم فلسفة باروخ سبينوزا جميع مجالات الخطاب الفلسفي تقريبًا، بما في ذلك الميتافيزيقيا والأبستمولوجيا والفلسفة السياسية والأخلاقيات وفلسفة العقل وفلسفة العلم. يُعرف سبينوزا بأنه أحد المفكرين المهمين والمبدعين في القرن السابع عشر.

لخص صموئيل شيرلي -مترجم أعمال سبينوزا الكاملة إلى اللغة الإنجليزية- أهمية فلسفة سبينوزا كما يلي:
تجسدت فلسفة سبينوزا في كتابين: رسالة في اللاهوت والسياسة، وأخلاقيات. نُشر الكتاب الأول في حياته، بينما لم يُنشر الكتاب الثاني -الذي نقل بدقة بالغة منهجه الفلسفي الشامل- حتى بعد وفاته عام 1677. تشمل قائمة أعمال سبينوزا الأخرى كتاباته الأقدم أو غير المكتملة، وهي الأعمال التي إما صورت أفكاره قبل تبلورها في كتابيه المذكورين أعلاه (على سبيل المثال، الرسالة القصيرة ورسالة حول انبعاث الفكر)، أو التي لم تُعن بفلسفة سبينوزا بشكل مباشر (كمبادئ الفلسفة الديكارتية والقواعد اللغوية العبرية مثلا). بالإضافة إلى ذلك، ترك سبينوزا مجموعةً من الرسائل التي ساعدت في إلقاء الضوء على أفكاره وساهمت في تقديم تصور حول الدوافع الكامنة وراء آرائه.

## فلسفة الدين
وردت العديد من أفكار سبينوزا الدينية في رسالة في اللاهوت والسياسة. ناقش سبينوزا في هذا العمل فكرة وجوب تفسير النصوص المقدسة في حد ذاتها وفقًا لشروطه الخاصة ومن خلال دراستها بعناية، دون التأثر بأي مفاهيم أو عقائد لا ينص عليها الكتاب المقدس. اعتقد سبينوزا أن تحقيق هذا الأمر سيسفر عن إثبات خطأ العديد من الأمور التي نؤمن بها أو الأشياء التي تخبرنا بها السلطات الدينية عن الله (كالمعجزات مثلًا). تتجسد وجهة نظر سبينوزا في الجملة التالية الواردة في مقدمة رسالة في اللاهوت والسياسة:

### حجة وجودية

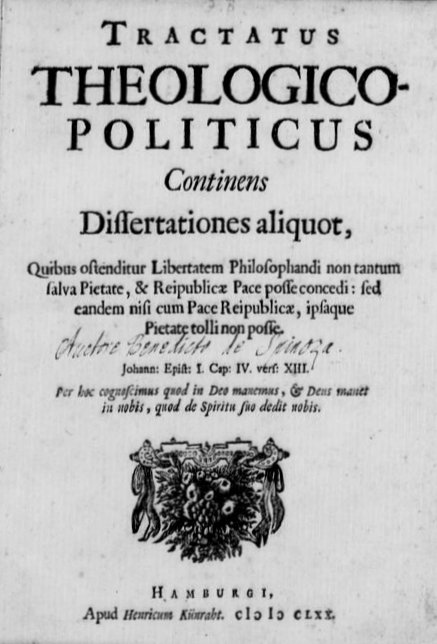
نُشر رسالة في اللاهوت والسياسة دون ذكر اسم الكاتب

كتب سبينوزا فصلاُ في كتابه أخلاقيات تحت عنوان «التعامل مع الله وما يتعلق به»، إذ ناقش فيه وجود الله وماهيته. يبدأ سبينوزا قائلًا: «يمكن إثبات ما إذا كان الله موجودًا». استند سبينوزا في دليله على وجود الله إلى حجة مشابهة لحجة ديكارت الأنطولوجية. حاول ديكارت إثبات وجود الله بقوله: «ينبغي أن يكون هناك شيئًا واحدًا خيرًا بامتياز، ومن خلاله تكتسب الأشياء الخيرة جوهرها الخير». تختلف حجة سبينوزا عن حجة ديكارت في كونها لا تنتقل مباشرةً من تصور وجود أعظم الكائنات إلى تصور وجود الله، إذ يستخدم سبينوزا حجةً استنتاجيةً من فكرة الله. يعتقد سبينوزا أن أفكار الإنسان ليست ذاتية، بل نابعة من أسباب خارجية. وبالتالي، تنبع الأشياء التي يعرف المرء خصائصها من مصدر آخر. وبعبارة أخرى، إذا امتلك الإنسان فكرة عن الله، فلا بد من وجود الله قبل هذه الفكرة، لإن الإنسان غير قادر على خلق فكرة باستخدام مخيلته وحدها.

### جوهر الله
أوضح سبينوزا دليله حول وجود الله، ثم انتقل إلى تناول ماهية «الله». اعتقد سبينوزا أن الله «مجموعة من القوانين الطبيعية والفيزيائية للكون، فهو بالـتأكيد ليس كيانًا فرديًا أو خالقًا». سعى سبينوزا إلى إثبات كون الله جوهرًا للكون وحسب، وذلك من خلال قوله أولًا إن المواد لا تشترك في السمات أو الجواهر، وثم عن طريق إيضاحه لفكرة كون الله «جوهرًا» ذو عدد لا حصر له من الصفات، ما يعني أنه يجب أن يمتلك الله جميع السمات التي تمتلكها المواد الأخرى. وبالتالي، يُعتبر الله بمثابة مجموع كل مواد الكون. إن الله هو الجوهر الوحيد في الكون، وكل شيء جزء من الله. «كل ما هو موجود، يوجد في الله، ولا يمكن أن يوجد أو يُصور بدون الله». يتشابه هذا المفهوم حول الله مع مفهوم أدفايتا الهندوسي.

## فلسفة سياسية
تأثرت فلسفة سبينوزا السياسية إلى حد كبير بالفترة الزمنية المضطربة التي عاصرها وبحياته في أوروبا في مكان ليبرالي نسبيًا، الأمر الذي لعب دورًا في حصوله على الحريات التي آمن بها ودافع عنها. يقول سبينوزا في مقدمة رسالة في اللاهوت والسياسة: 
تتجسد فلسفة سبينوزا السياسية في ثلاثة كتب، رسالة في اللاهوت والسياسة، وأخلاقيات، ورسالة في السياسة. قد يعتقد القارئ غير المطلع عند إلقاءه نظرةً أوليةً على مبادئ هذه الأعمال الأساسية أنها مماثلة لمبادئ هوبز، في حين تختلف كلا النظريتين في استنتاجاتهما. يُمكن اعتبار فلسفة سبينوزا السياسية فلسفة جهد (كونيتس)، أي الميل الفردي إلى الوجود، الذي لا يمكن القضاء عليه حتى في ظل أقوى الأنظمة الطاغية وأسوأ الأنظمة الاستبدادية. اعتقد سبينوزا أن لكل فرد حق طبيعي، يضم كل ما يرغب به الفرد ويستطيع الحصول عليه. ونتيجةً لذلك، يعادل حق المرء الطبيعي قوته أو سلطته الفردية. وبالتالي، لا تقوم الحقوق الذاتية (مثل حقوق الإنسان) في حد ذاتها في فلسفة سبينوزا السياسية، فهي مؤسسة من مؤسسات المجتمع، ولا وجود لها إلا في الدولة المدنية. علاوةً على ذلك، يؤمن سبينوزا أنه لا معنى لمفاهيم الصواب والخطأ في المجتمع، ويعود السبب في ذلك برأيه إلى غياب المعايير المشتركة في الحالة الطبيعية، فلا وجود إلا للرغبات الفردية (أي الرغبات التي يمكن أن تدفع الناس إلى السيطرة على الأشخاص الآخرين الأضعف منهم).
كيف يمكن بناء مجتمع مدني إن لم يشغل الناس سوى دافع البقاء؟ يُمكن بناءه من خلال عدة طرق. أولًا، من خلال فعل العواطف التي يصفها سبينوزا في كتابه أخلاقيات. تدفعنا هذه المشاعر إلى التجمع والالتقاء بأشخاص مشابهين لنا، فيعزز هذا التشابه الشعور أو التمثيل الوجودي. وبالتالي، ستلعب الاحتياجات البشرية أيضًا دورها الخاص، إذ يتمكن المجتمع من توفير سلع أكثر من التي نستطيع توفيرها بأنفسنا وبمجهود أقل، وذلك من خلال التوزيع والتخصص في كل مهمة. يفسر هذا الأمر حقيقة عدم تطور العلوم والفنون خارج نطاق المجتمعات، إذ تتيح لنا المجتمعات وقتًا للاهتمام بأشياء أخرى بعيدًا عن بقاءنا. يُعتبر هذا الخوف -أو الحاجة إلى الانتباه للخطر والتهديدات بشكل دائم بينما نعيش في توتر دائم- بمثابة الأساس أو السبب الثالث وراء وجود ظاهرة المجتمع، إذ يؤمن لنا المجتمع الحماية والأمن. وبذلك، نرى أن سبينوزا لا يستند إلى حجج هوبز (حجة الخوف) وحسب، بل يطرح تحليلًا متميزًا من شأنه أن يفضي إلى استنتاجات مختلفة: الحاجة إلى مجتمع حر.